# Radiotelevisió Iugoslava
La Radiotelevisió Iugoslava (Jugoslоvenska Radiotelevizija o JRT) va ser l'ens públic de radiodifusió de la República Federal Socialista de Iugoslàvia, fins a la seva desaparició en 1992. L'ens estava conformat per la unió dels diferents ens de ràdio i televisió subnacionals (tant repúbliques com províncies autònomes) que en conjunt conformaven la federació iugoslava:
| Federal unit            | Ens             | Seu Central |
| ----------------------- | --------------- | ----------- |
| RS Bòsnia i Hercegovina | Ràdio Sarajevo  | Sarajevo    |
| RS Croàcia              | Ràdio Zagreb    | Zagreb      |
| RS Macedònia            | Ràdio Skopje    | Skopje      |
| RS Montenegro           | Ràdio Titograd  | Titograd    |
| RS Sèrbia               | Ràdio Belgrad   | Belgrad     |
| PAS Voivodina           | Ràdio Novi Sad  | Novi Sad    |
| PAS Kosovo              | Ràdio Pristina  | Pristina    |
| RS Eslovènia            | Radio Slovenija | Ljubljana   |

La JRT va ser un dels membres fundadors de la Unió Europea de Radiodifusió, a més de ser l'únic estat socialista pertanyent a aquesta organització.
Entre les activitats de l'ens, cal destacar la realització del Jugovizija, concurs en el qual les diferents radiodifusores que conformaven l'ens, presentaven les seves cançons, per després triar la que representaria Iugoslàvia al Festival de la Cançó d'Eurovisió.
Durant la partició de Iugoslàvia, moltes de les seves antigues unitats federals es van proclamar a si mateixes com a independents, alhora que els seus respectius centres radiodifusors canviaven de nom, com per exemple:
| País                                                                                 | Organisme                                       | Any  | Sigles  |
| ------------------------------------------------------------------------------------ | ----------------------------------------------- | ---- | ------- |
| Bòsnia i Hercegovina                                                                 | Radio-Televizija Bosne i Hercegovine            | 1992 | RTBiH   |
| República Srpska (entitat sèrbia de Bòsnia i Hercegovina)                            | Radio Televizija Republike Srpske               | 1992 | PTPC    |
| Federació de Bòsnia i Hercegovina (entitat croato-musulmana de Bòsnia i Hercegovina) | Radio-Televizija Federacije Bosne i Hercegovine | 1992 | RTVFBiH |
| Croàcia                                                                              | Hrvatska Radiotelevizija                        | 1990 | HRT     |
| Eslovènia                                                                            | Radiotelevizija Slovenija                       | 1991 | RTVSLO  |
| Macedònia del Nord                                                                   | Makedonska Radio Televizija                     | 1993 | MKRTV   |
| Montenegro                                                                           | Radio-televizija Crne Gore                      | 1992 | RTCG    |
| Sèrbia                                                                               | Radio-televizija Srbije                         | 1992 | PTC     |
| Kosovo (Sobirania discutida)                                                         | Radio Televizioni i Kosovës                     | 1992 | RTK     |
| Voivodina (província autònoma de èrbia)                                              | Radio-Televizija Vojvodine                      | 1992 | PTB     |